# Justiz (Dürrenmatt)
Justiz ist ein Kriminalroman von Friedrich Dürrenmatt. Er behandelt den öffentlich begangenen Mord eines Schweizer Kantonsrats an einem Professor, erzählt aus der Ich-Perspektive eines jungen Rechtsanwalts, im Auftrag des verurteilten Kantonsrats, den Mord unter der Annahme, dieser sei nicht der Mörder, erneut zu untersuchen. «Der junge Anwalt (…) erkennt zu spät, in welche Falle ihn die Justiz geraten läßt, weil er sie mit der Gerechtigkeit verwechselt.» (Friedrich Dürrenmatt)

## Entstehung
Dürrenmatt begann nach eigenen Worten mit der Arbeit an Justiz im Jahr 1957; der Roman sollte nach einigen Monaten abgeschlossen sein. Da jedoch Arbeit an anderen Werken dazwischen kam, blieb Justiz liegen, bis Dürrenmatt schließlich die Arbeit daran ganz einstellte. Im Jahr 1980 wollte er den Roman als 30. Band seiner Werkausgabe abschließen, scheiterte jedoch daran, dass er die ursprünglich geplante Handlung nicht mehr rekonstruieren konnte. 1985 schließlich setzte er sich erneut daran, entwickelte auf dem vorhandenen Fragment eine neue Handlung; und so erschien der Roman, «wenn auch wohl in einem anderen Sinn als ursprünglich geplant.»

## Handlung

### Rahmenhandlung
Der Roman ist in Form von Memoiren bzw. Erinnerungen verfasst. In den ersten beiden Abschnitten schreibt Rechtsanwalt Felix Spät rückblickend und reflektierend über den absurdesten Fall seiner Karriere, der ihn ruinierte und infolge dessen er eine schwere Entscheidung trifft. Im dritten Abschnitt, der Jahre später spielt, schreibt ein Schriftsteller, der diese Erinnerungen als Buch herausgeben will, über seine Nachforschungen, die den Fall dem Leser endgültig aufklären.

### Binnenhandlung

#### Erster Abschnitt
Der Zürcher Kantonsrat Dr. h. c. Isaak Kohler erschießt im überfüllten Restaurant Du Théâtre öffentlich den Germanisten Prof. Winter und lässt sich kurz darauf widerstandslos festnehmen. Vom Obergericht wird er trotz einiger fehlender Beweismittel und ohne klares Motiv zu 20 Jahren Zuchthaus verurteilt, da kein Zweifel am Geschehen besteht. Kohler, sehr vermögend, einst hochangesehen und beliebt, beauftragt aus dem Zuchthaus heraus den jungen Anwalt Spät, seinen Fall erneut unter der Annahme, er sei nicht der Mörder gewesen, zu untersuchen – unter der Vorgabe wissenschaftlichen Interesses. Aus Geldmangel und in der Hoffnung auf einen Geschäftsaufschwung nimmt Spät schließlich an.

#### Zweiter Abschnitt
Ein von Spät beauftragter Privatdetektiv sammelt erneut Indizien zu dem Fall, der inzwischen mehrere Monate zurückliegt. Es wird klar, dass der formal katastrophal geführte Prozess – keine aufgefundene Tatwaffe, weder ein klares Geständnis noch ein nachvollziehbares Motiv, keine Aufnahme von Zeugenaussagen – das Urteil juristisch unhaltbar macht. Mithilfe der Ermittlungen Späts und nach dem damit verbundenen erneut aufgerollten Prozess (den Spät jedoch aus Gewissensgründen nicht führt) wird Kohler freigesprochen. Da sich ohnehin von Anfang an niemand Kohlers Tat erklären konnte und seine sympathische Erscheinung jedermann in seinen Bann zieht, wird der Freispruch allgemein akzeptiert. Der Selbstmord eines anderen Verdächtigen (der ehemalige Schweizer Meister im Pistolenschießen, Dr. Benno) erscheint wie ein nicht weiter verfolgtes Schuldeingeständnis. Spät hat über diesen Auftrag seinen Ruf ruiniert und vollends seine Selbstachtung verloren, nennt sich einen «vergammelten Hurenspezialisten» und sieht nur noch einen Weg, Gerechtigkeit wiederherzustellen: den Mord an Kohler mit anschließendem Selbstmord.

#### Dritter Abschnitt
Mord und Selbstmord scheitern. Langsam wird klar: Kantonsrat Dr. h. c. Isaak Kohler inszenierte einen Mord, der nur ein Puzzleteil in einem komplex angelegten und durchdachten persönlichen Rachefeldzug war, indem er geschickt menschliche Schwächen und die Grenzen des modernen Justizapparates ausnutzte.

## Würdigung
Wie so oft in seinen Romanen nimmt Dürrenmatt auch hier Klischees und gängige Verhaltensweisen ins Visier. Neben skurrilen und sehr facettenreich gezeichneten Figuren wie dem gescheiterten Anwalt Spät – versoffen und resigniert, doch ausgestattet mit einem unverbesserlich-naiven Glauben an Gerechtigkeit –, der steinreichen, einsamen und minderwüchsigen Monika Steiermann, dem fetten, selbstgefälligen und reüssierenden Staranwalt oder der jungen und hübschen Edelhure Daphne werden gesellschaftlich-kulturelle Entwicklungen und das Phänomen des Justizapparates, einer Institution, die sich oft selbst im Wege steht, ausführlich thematisiert.
Der Roman Justiz thematisiert das Spannungsverhältnis zwischen Recht, Willkür und moralischer Verantwortung. Er reflektiert kritisch juristische und gesellschaftliche Mechanismen und zeigt, wie das Gerechtigkeitsverständnis durch subjektive Wahrnehmungen und institutionelle Strukturen beeinflusst wird. Zudem spielt der Heimatbegriff eine zentrale Rolle, sowohl als geografischer als auch als sozialer und kultureller Bezugsrahmen.

## Verfilmung
Der Roman Justiz wurde 1993 fürs Kino verfilmt. Regie führte Hans W. Geißendörfer; die Hauptrollen spielten Maximilian Schell und Thomas Heinze.

## Buchausgaben
- Justiz. Diogenes, Zürich 1985, ISBN 3-257-01692-1 (Originalausgabe)
- Justiz. Diogenes, Zürich 1987, ISBN 3-257-21540-1 (Taschenbuch)
- Justiz. Diogenes, Zürich 1998, ISBN 3-257-23065-6 (Werkausgabe, Bd. 25)